# Myrmecochilus neglectus
Myrmecochilus neglectus är en skalbaggsart som beskrevs av Jan Krikken 1977. Myrmecochilus neglectus ingår i släktet Myrmecochilus och familjen Cetoniidae. Inga underarter finns listade i Catalogue of Life.